# Тодд Пірсон
Тодд Пірсон (англ. Todd Pearson, 25 листопада 1977) — австралійський плавець.
Олімпійський чемпіон 2000 року, призер 2004 року.
Чемпіон світу з водних видів спорту 1999, 2002 років.
Переможець Пантихоокеанського чемпіонату з плавання 2002 року.
Переможець Ігор Співдружності 2002 року.